# Matt Deakin
Matt Deakin (ur. 20 maja 1980) – amerykański wioślarz. Złoty medalista olimpijski z Aten.
Zawody w 2004 były jego jedynymi igrzyskami olimpijskimi. Złoty medal zdobył w ósemce. Był w niej również mistrzem świata w 2005, w 2006 zdobył brąz mistrzostw świata. W czwórce ze sternikiem był mistrzem świata w 2003 i 2007.